# Jean-Louis Giovannoni
Pour les articles homonymes, voir Giovannoni.
Jean-Louis Giovannoni est un écrivain et poète français, né à Paris 10e, le 7 janvier 1950, d'un père infirmier-panseur corse et d'une mère aide-soignante d'origine italienne.

## Biographie
Jean-Louis Giovannoni obtient le diplôme d'assistant social en 1974. Il commence par s'occuper de personnes âgées de plus quatre-vingts ans vivant à leur domicile. Mais c'est surtout sur un secteur de soins psychiatriques pour adultes (EPS Maison Blanche (hôpital psychiatrique) qu'il va exercer, pendant plus de trente-cinq ans, son métier. Il a été élève et membre de l’équipe de la psychiatre Hélène Chaigneau (Psychothérapie Institutionnelle), décédée en 2010.
Il se définit comme autodidacte, par exemple auprès de Lionel Destremau en 1995 : « Je suis profondément autodidacte, tout simplement parce que je n’ai pas fait d’études poussées ». 
Il fonde en 1972, avec un groupe de jeunes travailleurs sociaux, la revue Champ social, publiée par les Éditions Solin. Il crée en 1977, avec Raphaële George (Ghislaine Amon), la revue Les Cahiers du double qu'ils codirigent tous deux jusqu'en 1981.
Il effectue des lectures de poésie dans les prisons ; tient, pendant  plus de deux ans, des ateliers d'écriture avec des malades mentaux dans un groupe d'entraide mutuelle (GEM) à Reims et plus tard avec des jeunes autistes, dans le cadre d'un établissement et service d'aide par le travail (ESAT) artistique et culturel parisien. Il anime régulièrement, depuis quelques années, des ateliers d'écriture dans des écoles primaires, collèges et lycées et intervient dans divers contextes, comme en 2023 à l'École Nationale d'Architecture Paris Val de Seine. Il dit penser la poésie comme « transmission ». 
De 2005 à 2007, il est membre du comité de rédaction de la revue Le Nouveau Recueil.
Il reçoit le prix Georges Perros en 2010 et il est président de la Maison des écrivains et de la littérature (Mel) de juin 2011 à juin 2012.
De septembre 2018 à juin 2019, il est en résidence d'auteur de la Région Île-de-France au lycée professionnel Paul-Bert de Maisons-Alfort, en collaboration avec L'Ecole nationale vétérinaire d'Alfort  (ENVA) le Musée Fragonard et le lycée Eugène-Delacroix où il anime des Ateliers d'écriture avec les lycéens mais aussi avec le personnel et des élèves de l’École Vétérinaire ; il met en place des lectures (Daniel Mesguich) et des rencontres littéraires et artistiques (Line de Fages), ainsi qu'une exposition de la peintre Stéphanie Ferrat au Musée Fragonard,.
Jean-Louis Giovannoni publie également les textes de Raphaële George, alimente le site internet qui lui est consacré et a notamment préparé en 2025 un dossier consacré à son œuvre, Hommage à Raphaële Georges : 1951-1985, publié sur le site Poesibao.

## Œuvre
Jean-Louis Giovannoni publie son premier recueil, Garder le mort, en 1975. Écrit suite à la mort de sa mère, le recueil est salué par la critique et fait l’objet de multiples rééditions. Bernard Noël y salue une « espèce d’atroce sérénité ».
Ce n’est que six ans plus tard, en 1981, que paraît la plaquette Le Visage volé, premier livre publié par les éditions Unes fondées à cette occasion par Jean-Pierre Sintive.
La critique a tendance à distinguer deux « périodes » dans l'œuvre de Jean-Louis Giovannoni, la première consistant en des textes fragmentaires ou aphoristiques, la seconde, plus hybride, rompant avec une forme d’ascétisme. Jean-Louis Giovannoni affirme ainsi à Gisèle Berkman en 2013 à propos de cette distance vis-à-vis de son écriture fragmentaire : « j’ai surtout ouvert les vannes ». La publication en 2021 du Visage volé, par la périodicité qu’elle met en avant, tend à aller dans ce sens. L’anthologie est en effet sous-titrée « Poésies complètes 1981-1991 ». Dans la préface de ce recueil, son éditeur François Heusbourg écrit : « la poésie occupe la place centrale de l’œuvre de Giovannoni, avant de laisser place à des pratiques plus hybrides, entre prose et poème, dans les années 1990, et par la suite à des proses plus denses, jusqu’à ses “romans intérieurs” ».
Plusieurs commentateurs appellent cependant à relativiser une telle bipartition. C’est notamment le cas de Gisèle Berkman : elle considère qu'un tel départ repose sur l’assimilation du Jean-Louis Giovannoni de la « première période » à un poète métaphysicien, dont les affirmations seraient autant de décrets, lecture des premiers recueils qu’elle récuse.
En 2024, un Choix de poèmes de Jean-Louis Giovannoni inaugure la collection de poche des éditions Unes, alors qu’il avait été le premier poète publié chez cet éditeur.

## Publications

### Récits et proses
- La Boucherie, Éditions Œ, (supplément de la revue Sgraffite N° 11/12), Marseille, 1982.
- L'Absence réelle, avec Raphaële George, Le Muy, France, Éditions Unes, 1986, 48 p, (BNF 34868879) ; (rééd. avec des inédits de Raphaële George : Double intérieur), Éditions Lettres Vives, 2014, 127p  (ISBN 978-2-914577-57-1)
- Le Bon morceau, phot. Marc Trivier, Paris, France, prière d'insérer de Pierre Vilar, Éditions Les Autodidactes, 1992.
- L’Élection, phot. Marc Trivier, Bruxelles, Belgique, Didier Devillez éditeur, 104 p., 1994 (BNF 37120817)[21], 1996,  (ISBN 978-2-87704-096-9)
- Journal d'un veau : roman intérieur, Montolieu, France, prière d'insérer de Pierre Vilar, tirage de  tête de Gilbert Pastor, Deyrolle éditeur, 1996 ; (rééd) Éditions Léo Scheer, (avec une préface inédite de l'auteur), Paris, France, 2005,  (ISBN 978-2-7561-0004-3)[22],[23], 187p
- Traité de la toile cirée, essai, Bruxelles, Belgique, Deyrolle éditeur/Didier Devillez éditeur, 1998, 104 p.  (ISBN 978-2-87396-018-6)[24].
- Le Lai du solitaire : roman intérieur, Paris, France, Éditions Léo Scheer, 2005, 150 p.
- S'emparer, (avec Des monstres et prodiges d'Ambroise Paré), Paris, France, collection : anciens modernes, Éditions 1:1, 2007, 80 p  (ISBN 978-2-95190-374-6),
- Voyages à Saint-Maur, récit, Seyssel, France, Éditions Champ Vallon, 2014, 104 p  (ISBN 978-2-87673-922-2).
- Sous le seuil, récit, Nice, France, Éditions Unes, 2016, 128 p.  (ISBN 978-2-87704-167-6)
- L'Échangeur souterrain de la gare Saint-Lazare : roman intérieur, Nice, France, Éditions Unes, 2020, 80 p.  (ISBN 978-2-87704-217-8)
- Au présent de tous les temps , correspondances, Jean-Louis Giovannoni & Bernard Noël, avant-propos de Nicolas Pesquès, Nice, France, Éditions Unes, 2022, 208 p.  (ISBN 978-2-87704-246-8)
- Le Grand vivier, journal : récolte 2020-2021, Nice, France, Éditions Unes, 2023, 176 p.  (ISBN 978-2-87704-260-4)

### Poésie
- Garder le mort, (préface de Jean-Luc Maxence), France, Paris, Éditions Athanor, collection « Jean-Luc Maxence », 80 p, 1975 et 2e édition 1976. 3e édition. in Les Choses naissent et se referment aussitôt, Le Muy, France, Éditions Unes, 1985; 4e édition, Le Muy, France, prière d'insérer de Bernard Noël, Éditions Unes, 1991, 74 p. (BNF 35603782) - 5e édition avec une préface de Bernard Noël, suivi de Mère, Les Cabannes, France, Éditions Fissile, 2009, 99 p.  (ISBN 978-2-916164-29-8) ; 6e édition, avec une version préparatoire et des poèmes inédits, Nice, France, Éditions Unes, 2017, 96 p.
- Les Mots sont des vêtements endormis, Le Muy, France, Éditions Unes, 1983, non pag. (BNF 34855357)
- Ce lieu que les pierres regardent (préface Roger Munier), Paris, France, Éditions Lettres Vives, coll. « Terre de poésie », 1984, 64 p,  (ISBN 978-2-903721-11-4)
- Les choses naissent et se referment aussitôt, (poèmes de 1974 à 1984), Le Muy, France, Éditions Unes, 1985, 210 p.  (ISBN 978-2-87704-028-0)
- L'Immobile est un geste, (poèmes de 1982 à 1989), Le Muy, France, Éditions Unes, 1989, 120 p. (BNF 35084844)
- Pas japonais, Le Muy, prière d'insérer de Pierre Vilar, France, Éditions Unes, 1991, 64 p.
- L'Invention de l'espace, Castellare-di-Casinca, France, Éditions Lettres Vives, coll. « Terre de poésie », 1992, 61 p.  (ISBN 978-2-903721-48-0)
- Chambre intérieure, peint. de Gilbert Pastor, Le Muy, France, Éditions Unes, 1996,  (ISBN 978-2-87704-096-9), 88 p.
- Greffe avec ill. de Vincent Verdeguer, Draguignan, France, Éditions Unes, 1999, non pag.  (ISBN 978-2-87704-116-4).
- Danse dedans, Paris, France, Éditions Prétexte, 2005, 99 p.  (ISBN 978-2-912146-23-6)
- T'es où ? Je te vois !, bilingue : français-anglais, Gigondas, France, Éditions Atelier des Grames, 2009, 68 p.
- Ce lieu que les pierres regardent, suivi de Variations, Pas japonais et L'Invention de l'espace, préf. de Gisèle Berkman, Castellare-di-Casinca, France, Éditions Lettres Vives, coll. « Terre de poésie », 2009, 200 p.  (ISBN 978-2-914577-43-4)
- Ne bouge pas!, phot. de Marc Trivier, Bruxelles, Belgique, Éditions La Pierre d’Alun, avec un CD-audio du texte lu par l'auteur 2011.
- Envisager, ill. de Gilbert Pastor, Castellare-di-Casinca, France, Éditions Lettres Vives, coll. « Terre de poésie », 2011, 140 p.  (ISBN 978-2-914577-46-5)[25],[26],[27]
- Issue de retour, Nice, France, Éditions Unes, 2013, 72 p  (ISBN 978-2-87704-149-2)
- Les mots sont des vêtements endormis, (rééd.), Nice, France, Éditions Unes, préface de François Heusbourg, postface de l'auteur avec des fragments inédits, 2014, 81p  (ISBN 978-2-87704-155-3)
- L'air cicatrise vite, Nice, France, Éditions Unes, 2019, 64p. (ISBN 978-2-87704-201-7)
- Le visage volé, Poésies complètes 1981-1991 (reprenant Les choses naissent et se referment aussitôt (Sans Garder le mort) +  L'Immobile est un geste et de nombreux inédits), préface de François Heusbourg, tirage de tête : une gravure Jaume Plensa, Nice, Editions Unes, 2021, 240p.  (ISBN 978-2-87704-229-1)
- Tout corps entame, avec reproductions de gravures de Philippe Duthilleul, Baume-les-Dames, Éditions Æncrages & Co, 2023, 56 p.  (ISBN 978-2-35439-112-6)
- Choix de poèmes, collection poche-poésie, Nice, France, Éditions Unes, 2024, 128 p. (ISBN 978-2-87704-274-1)

### Bibliophilie et tirages limités
- Le Visage Volé, Trans-en-Provence, France, Éditions Unes, 1981, non pag. (BNF 34738521)
- Le Corps immobile, Trans-en-Provence, France, Éditions Unes, 1982, non pag. (BNF 34852555)
- Au fond de l'air, Trans-en-Provence, France, Éditions Unes, 1982, non pag. (BNF 34855358)
- On naît et disparaît à même l'espace, Béthune, France, Éditions Brandes, 1985, non pag.
- La Main de Raphaële George, Béthune, France, Éditions Brandes, 1986, non pag.
- Le Passeur, Le Muy, France, Éditions Unes, 1987, non pag. (BNF 35002791)
- Entre le sol, peintures de Ghislaine Amon, Le Muy, France Éditions Unes, 1995, non pag.
- Enclaves envisagées, photogravures de Catherine Bolle, Lausanne/Pully, Pierre Magnenat/Éditions Raymond Meyer, 1997, 9 pl. et 3 f[5].
- Parce que je le vaux bien (version brune et version blonde), Draguignan, France, Éditions Unes, (hors commerce) 2001.
- Perspectives salines, avec une linogravure originale de Vincent Verdeguer, Galerie Akié Arichi, Paris, 2001.
- L’Invitation au voyage, avec une œuvre originale de Vincent Verdeguer, Trans-en-Provence, Remarque éditions, 2002.
- Meurtre au champ, avec une photo originale de Marc Trivier, Trans-en-Provence, Remarque éditions, 2004.
- La convocation, avec une peinture originale de Gilbert Pastor, Trans-en-Provence, Remarque éditions, 2005.
- Prise d’otages, avec une gravure rehaussée de Franck Charlet, Blois, Éditions du Solier, 2007.
- Lieux glissés, avec une peinture originale d’Yves Berger, Trans-en-Provence, Remarque éditions, 2008.
- T'es où ? Je te vois !, texte typographié en Garamond, glissé entre peau de papier, l’ensemble, relié, et inséré en un élément circulaire instable créé par Anik Vinay, Atelier des Grames, Gigondas 2009.
- Blattes, collection Les Moches, ill. de Stéphanie Ferrat, Éditions Pavupapri, Marcoux-le-Bas, 2010.
- Lombric, collection Les Moches, ill. de Stéphanie Ferrat, Marcoux-le Bas, Éditions les mains, 2012.
- Fécondation de la figue, collection Les Moches, ill. de Stéphanie Ferrat, Marcoux-le Bas, Éditions les mains, 2012.
- Air sous verre, avec quatre peintures originales de Vincent Verdeguer, Éditions Arichi, Paris, 2012.
- Ici n’a pas lieu, ill. de Stéphanie Ferrat, Nice, France, Éditions Unes, 2013, 20 p.
- Sangsue, collection Les Moches, ill. de Stéphanie Ferrat, Marcoux-le Bas, Éditions les mains, 2013.
- Mouche verte, collection Les Moches, ill. de Stéphanie Ferrat, Marcoux-le Bas, Éditions les mains, 2013.
- Cloporte, collection Les Moches, ill. de Stéphanie Ferrat, Marcoux-le Bas, Éditions les mains, 2013.
- Tænia, collection Les Moches, ill. de Stéphanie Ferrat, Marcoux-le Bas, Éditions les mains, 2014.
- Trou d’eau, collection Les Moches, ill. de Stéphanie Ferrat, Marcoux-le Bas, Éditions les mains, 2014.
- Lait de puceron, collection Les Moches, ill. de Stéphanie Ferrat, Marcoux-le Bas, Éditions les mains, 2014.
- Mangeoire, collection Les Moches, ill. de Stéphanie Ferrat, Marcoux-le Bas, Éditions les mains, 2015.
- Pou de tête, collection Les Moches, ill. de Stéphanie Ferrat, Marcoux-le Bas, Éditions les mains, 2015.
- Morpion, collection Les Moches, ill. de Stéphanie Ferrat, Marcoux-le Bas, Éditions les mains, 2015.
- Territoires, avec des peintures originales de Stéphanie Ferrat, Approches éditions, Vitray, 2015.
- Faim, ill. de Vincent Verdeguer, Nice, France, Éditions Unes, 2016, 24 p.
- Oxyures, collection Les Moches, ill. de Stéphanie Ferrat, Marcoux-le-Bas, Éditions les mains, 2016.
- Poisson d'argent, collection Les Moches, ill. Stéphanie Ferrat, Marcoux-le-Bas, Éditions les mains, 2017.
- Nécrophores, collection Les Moches, ill. Stéphanie Ferrat, Marcoux-le-Bas, Éditions les mains, 2017.
- Autoportrait en germe, accompagnée d'une photo de Thémis S/V, collection images, l'Atelier des Grames, Gigondas, janvier 2020
- Incarnation, collection Atteintes, ill. de Stéphanie Ferrat, tirage limité, Barras, Éditions les mains, 2020.
- Plein vol, ill. de Stéphanie Ferrat, Paris, Editions Hariki, 2021.
- Dévorations lentes, ill. de Vincent Verdeguer, tirage limité, Nice, France, Éditions Unes, 2021.
- Plaies, collection Atteintes, ill. de Stéphanie Ferrat, tirage limité, Ampus, Éditions les mains, 2021.

### Essais et autres textes
- L'orgueil bat son plein, dans Les Péchés capitaux (l'Orgueil) avec Jean-Didier Vincent et Ben, éditions du Centre Georges Pompidou 1997,  (ISBN 978-2-85850-933-1)
- Jean-Luc Parant : Traité de physique parantale, (essai), Paris, France, Éditions Jean-Michel Place, coll. « Poésie », 2006, 118 p.  (ISBN 978-2-85893-841-4)[28]
- « Cantà et Pichja », Europe, n° 1091, 2020, p. 45-49.

### Textes et livres traduits
- Ein ort im blik der steine (Ce lieu que les pierres regardent), bilingue, préface de Michel Camus, traduction de Jutta Legueil, Stuttgart, Allemagne, Verlag Jutta Legueil, 120p, 1989
- Pasos de piedra (Pas Japonais), traduction de Sergio Avalos, Mexico, Mexique, Ediciones Monte Carmelo, 58 p, 2004
- Variazioni su una frase di Friedrich Hölderlin (Variations sur une phrase de Friedrich Hölderlin, traduction Edoardo Costadura, avec des articles d'Edoardo Costadura et de Pierre Vilar, suivi d'un texte de Carlo Sini, in IDRA (Semestrale di Litteratura), Milano, Italia, Edidizioni Anabasi,  (ISBN 88-417-9011-3), p. 79-125.
- El Mismo y Ottro / Le Même et Autre, Antologia de la Nueva Poesia en Lengue Francesa, présentation Bernard Noël, textes : "On naît et disparaît à même l'espace, Le Bon morceau, Le Passeur, traduction en espagnol de Aurélio Asiain, p. 56-65, Ediciones El Tucan de Virginia, Mécico, 1996.
- Invention of space (Invention de l'espace), Japanese Steps (Pas Japonais), Canada, traductions en anglais de Michael Tweed[29]
- Mangiatoia  (Mangeoire), traduction en italien de Marco Rota, gravure de Luciano Ragozzino, Ed. Il ragazzo innocuo[30], Italia, 2014
- Cimice dei letti (Punaise de lit), traduction en italien de Marco Rota, gravure de Luciano Ragazzino, Edizione Il ragazzo innocuo, Milan, Italia, 2016
- Tænia (Taenia), traduction en italien de Marco Rota, gravure de Luciano Ragozzino, Edizione Il ragazzo innocuo, Milan, Italia, 2016
- Dossier dans la Revue Poesia n°331, novembre 2017, Per scacciare la paura avec des extraits  de Garder le mort et Ce lieu que les pierres regardent, présentés et traduits en Italien par Marco Rota.http://www.poesia.it/Archivio/2017/somm_10_17.html
- Den Toten bewachen - Garder le mort , bilingue, postface d'Éric Vuillard, traduit en allemand par Paula Scholemann et Christoph Schmitz-Scholemann, Coesfeld, Allemagne, Verlag, 180 p.  (ISBN 978-3942788571)

### Traductions
- Le Gardeur de troupeaux, poème d'Alberto Caeiro, Fernando Pessoa, trad. du portugais par Rémy Hourcade et Jean-Louis Giovannoni, Le Muy, France, Éditions Unes, 1986, 60 p. Nouvelle traduction par Jean-Louis Giovannoni, Rémy Hourcade et Fabienne Vallin, Nice, France, Éditions Unes, 2018,  (ISBN 978-2-87704-18-98)
- Hormis tes entrailles, Miguel Hernández, choix de poèmes, trad. de l'espagnol par Alejandro Rojas Urrego et Jean-Louis Giovannoni, Draguignan, France, Éditions Unes, 1989, 56 p.
- Poèmes jamais assemblés d'Alberto Caeiro, Fernando Pessoa, trad. du Portugais par Jean-Louis Giovannoni, Isabelle Hourcade, Rémy Hourcade et Fabienne Vallin, Nice, France, Éditions Unes, 2019, 56 p.  (ISBN 978-2-87704-20-86)
- Opium à bord, poèmes d'Alvaro de Campos /Fernando Pessoa, trad. du Portugais par Jean-Louis Giovannoni, Isabelle Hourcade, Rémy Hourcade et Fabienne Vallin, postfacé par Pierre Hourcade, Nice, France, Éditions Unes, 2021, 64 p. (ISBN 978-2-87704-23-45)
- Ultimatum, poèmes d'Alvaro de Campos /Fernando Pessoa, trad. du Portugais par Jean-Louis Giovannoni, Isabelle Hourcade, Rémy Hourcade et Fabienne Vallin, préfacé par Pierre Hourcade, Nice, France, Éditions Unes, 2023,  (ISBN 978-2-87704-26-11)
- Passage des heures, poèmes d'Alvaro de Campos /Fernando Pessoa, trad. du Portugais par Jean-Louis Giovannoni, Isabelle Hourcade, Rémy Hourcade et Fabienne Vallin, Nice, France, Éditions Unes, (ISBN 978-2-87704-27-72)

### Articles sur Jean-Louis Giovannoni
- Jacques Ancet, Les choses naissent et se referment aussitôt, in Recueil n°4/5, éditions Champ Vallon, 1986, p. 235-238.
- Catherine Portevin, « Sur le bord des mots, il compose ses poèmes », Télérama, n° 2214, 1992, p. 32-33.
- Jean-Patrice Courtois, « Compte-rendu de L’Invention de l’espace et Pas japonais », Recueil, n° 26, janvier 1993, pp. 155-157.
- Pierre Vilar, Journal d'un veau, in Le Nouveau Recueil no 39, éditions Champ Vallon, juin-août 1996.
- Jean-Patrice Courtois, par une sorte d'emballage de la voix, in revue Théodore Balmoral, n° 26-27, p. 123-128, printemps-été 1997,  (ISSN 0297-1011)
- Martine Bercot/Anne Henneton, Jean-Louis Giovannoni in Dictionnaire des Lettres Françaises, le XXe siècle, p. 493-494, La Pochothèque, 1998
- François Boisvon, « Jean-Louis Giovannoni : La voix de Personne », Prétexte, n° 20, hiver 1999, pp. 32-37.
- Edoardo Costadura, Pour dérouler la toile de Jean-Louis Giovannoni, in Le Nouveau Recueil no 53, Éditions Champ Vallon, p. 160-170, Dec. 1999- Février 2000,.
- Jean-Pierre Sintive, L'attente palpable ; Lionel Destremau, Petit partage de la toile cirée ; Valérie Rouzeau, On ne voulait pas de corps; Ariane Dreyfus, La Bordure ; Cédric Demangeot, Le veau vomit le poète ; Emmanuel Laugier, Une espèce de peau mince ; Patrick Wateau, C'est entendu, in L'Atelier Contemporain, n° 1, p. 311-353, printemps-été 2000 (sans ISBN)
- Pierre Vilar, « Jean-Louis Giovannoni », in Dictionnaire de Poésie de Baudelaire à nos jours, PUF, 2001  (ISBN 978-2-130509-40-0), p. 299-300.
- Arno Bertina, « Les coudées franches (à propos de Jean-Louis Giovannoni) » in Singularités du sujet, huit études sur la poésie contemporaine, Prétexte éditeur, collection Critique, avril 2002, p. 56-64  (ISBN 2-912146-12-7).
- Richard Blin, « Ouvrir l’espace », Le Matricule des anges, n° 106 (sept. 2009), p. 16
- Franck Venaille, Giovannoni : faire le mort, in C'est nous les Modernes, collection Poésie/Flammarion,  (ISBN 978-2-0812-3200-6), p. 209-210, 2010.
- Jean-Patrice Courtois, « Les énonciations multiples de Jean-Louis Giovannoni », in Présence du sujet dans la poésie contemporaine (1980-2008), Figuration, configurations et postures énonciatives, sous la direction d'Élisa Bricco, Publication de l'Université de Saint-Étienne, p. 33-50, 2008,  (ISBN 978-2-86272-598-7).
- Ariane Dreyfus, « On/ça ne passe pas », La Lampe allumée si souvent dans l'ombre, coll. en lisant en écrivant, Éditions Corti,  (ISBN 978-2-7143-1099-6), p. 172-174, 2012.
- Dominique Rabaté, Gestes Lyriques, coll. Les Essais, Éditions Corti,  (ISBN 978-2-7143-1109-2), p. 213-214, 2013.
- Le Matricule des anges, dossier : Jean-Louis Giovannoni, poète de l'intensif, photographies d'Olivier Roller ; articles d'Emmanuel Laugier + entretien avec l'auteur + un inédit (Pou de tête : "Les Moches"), p. 16-27, No 154, juin 2014  (ISSN 1241-7696)
- Le Monde, Le feuilleton d'Éric Chevillard :  Équilibres précaires , vendredi 27 juin 2014, p. 8 du Monde des Livres, 70e année - No 21598.
- Europe,  dossier Jean-Louis Giovannoni , articles de Gisèle Berkman :  Que fait-il quand il écrit ? ; Christine Caillon :  Sans cesse à l'essayage ; Arno Bertina :  Qu'est-ce qu'un ami ?  ; entretien avec Gisèle Berkman :  Lorsque j'écris je ne suis pas seul ; inédits : Pollinisation et  Punaise de lit  ; p. 99-139, No 1026, octobre 2014,  (ISBN 978-2-351-50067-5)
- Le Monde, Le feuilleton d'Éric Chevillard : La vie commune, 3 juin 2016.
- Médiapart : La sévère leçon de choses de Jean-louis Giovannoni, par Patrice Beray, 6 août 2016.
- Revue À L’index N° 31, septembre 2016, Dossier Jean-Louis Giovannoni / ARPO – Tarn en Poésie 2016 - Inédits et entretiens - articles d’Emmanuel Laugier, Bernard Noël, James Sacré, Jean-Claude Tardiff.
- « Jean-Louis Giovannoni », Un nouveau monde. Poésies en France. 1960-2010 (Yves di Manno et Isabelle Garron), Paris, Flammarion, 2017, p. 780.
- Revue des Sciences Humaines, no 339, Jean-Louis Giovannoni, Les gestes des mots, textes réunis par Gisèle Berkman, de Maurice Benhamou, Gisèle Berkman, Marc Blanchet, Anaïs Bon, Christine Caillon, Hélène Chaigneau, Isabelle Chol, Edoardo Costadura, Ludovic Degroote, Sylvie Doizelet, Antoine Emaz, Pauline Galli-Andréani, Raphaële George, Jean-Louis Giovannoni, Antoine Graziani, François Heusbourg, Hélène Laplace-Claverie, Emmanuel Laugier, Anne Maurel, Daniel Mesguich, Bernard Noël, Angèle Paoli, Nicolas Pesquès, Véronique Pittolo, Dominique Rabaté, Antonio Ramos Rosa, Marco Rota, François Trémolières,Pierre Vilar, Eric Vuillard, (photos de Fabienne Vallin, Matthieu Giovannoni, Rachel Erlich-Giovannoni, Vincent Verdeguer), Villeneuve-d'Ascq, Presses universitaires du Septentrion, octobre 2020.

### Entretiens et rencontres
- Lionel Destremeau, « Entretien avec Jean-Louis Giovannoni », Prétexte, n° 2, 1995, p. 27-36.
- Revue Prétexte numéro ultimum, Entretien décroisé[31] avec Arno Bertina, été-automne 1999.
- Arno Bertina, L'externement abusif, entretien, in inculte no 16, revue littéraire et philosophique, 2008, p. 34-42  (ISBN 978-2-916940-06-9).
- Anciens-modernes, entretien enregistré autour de la musique de György Ligeti avec Danielle Cohen-Lévinas, Colloque : Ligeti autrement, Centre de documentation de la musique contemporaine[32], 2008.
- « Écrire c'est visager », entretien avec Nolwenn Euzen[33], 2008.
- Gisèle Berkman, « Les mots ne contiennent pas assez », entretien, in Rue Descartes, no 65, Revue du Collège international de philosophie, thème  Clair/Obscur, PUF, 2009, p. 84-97,  (ISBN 978-2-13-057320-3).
- Entretien et lecture , enregistré à la Librairie de Divan, avec Gisèle Berkman[34], 1er oct. 2009.
- Revue secousse No 8 (revue en ligne), entretien enregistré avec Anne Segal et Gérard Cartier[35], novembre 2012.
- Entretien avec Gisèle Berkman, enregistré au séminaire de Gisèle Berkman au Collège international de philosophie (CIPh) sur le thème : Que peut encore l'écriture ?[34], 19 avril 2013.
- Yann Miralles, « Jean-Louis Giovannoni, "Des mots pour gagner de l’étendue" », Le Français aujourd'hui, 2021, p. 131-142.
- Lecture-rencontre à l'École Nationale d'Architecture Paris Val de Seine, le 1er décembre 2023. Discutant : Cyrille Faivre-Aublin. https://www.youtube.com/watch?v=t1eQpdibCM8).

### Lectures et adaptations
- Lecture de Garder le mort et d'extraits de Ce lieu que les pierres regardent par Michael Lonsdale, Maison de la Poésie de Paris, 20 janvier 1993.
- Lecture du Traité de la toile cirée, par André Marcon, Théâtre Molière - Maison de la Poésie de Paris, 25 mars 1999.
- Journal d'un veau a été adapté, mis en scène et créé en 2002 par le poète Lionel Mazari, Théâtre OFF de Marseille.
- Lecture Journal d'un veau, par Daniel Mesguich, Théâtre Molière - Maison de la Poésie de Paris, 18 avril 2006.
- Chambre intérieure, texte de Jean-Louis Giovannoni, musique de Daniel Dahl, pour hautbois, clarinette, violoncelle et accordéon, créé le 12 mai 2006 au Théâtre Municipal de Pertuis (84120) avec Daniel Mesguich comme récitant et l'Ensemble Musiques Présentes. https://www.danieldahl.net/notes-sur-les-oeuvres
- Lecture du  Journal d'un veau par Daniel Mesguich, amphithéâtre d'honneur de l'École nationale vétérinaire d'Alfort, le 25 mars 2019 - https://www.vet-alfort.fr/actualites-de-l-ecole/l-acteur-daniel-mesguich-a-l-enva